# Seoraksan
Der Seoraksan (Seorak-Berg) ist einer der Hauptgipfel des auf der Koreanischen Halbinsel liegenden Taebaek-Gebirges. Er ist mit 1708 Metern Höhe der dritthöchste Berg Südkoreas und für seine außerordentlich zerklüftete Felslandschaft bekannt.
Der Heundeulbawi (Wackelfelsen) ist ein 5 Meter hoher Felsen auf dem Berg. Eine Person kann ihn leicht in Bewegung versetzen. Ohne technische Hilfsmittel konnte ihn jedoch noch niemand umstürzen.

## Weblinks

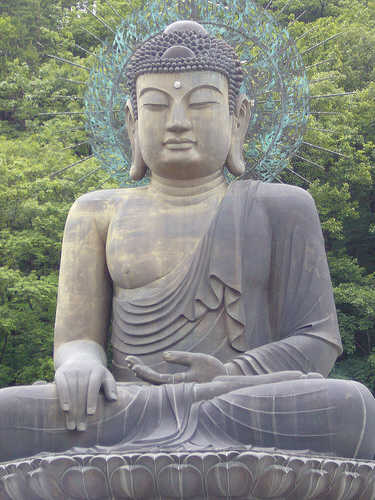
Große Buddhastatue am Haupteingang des Seoraksan-Nationalparkes.
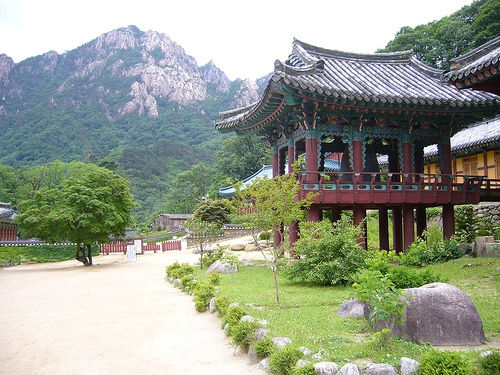
Tempel im Seoraksan-Nationalpark.
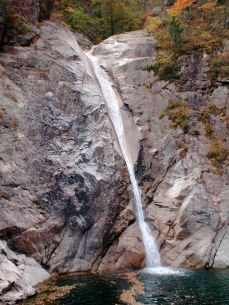
Biryong Wasserfall.
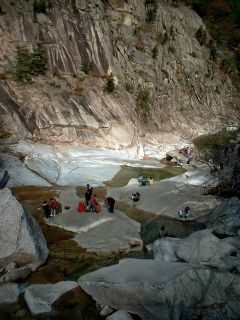
Biseondae Felsenvorsprung.